# Internationale Vereniging voor Semiotische Studies
De Internationale Vereniging voor Semiotische Studies (Association Internationale de Sémiotique, IASS-AIS), opgericht in 1969, is de grootste vereniging van semiotici ter wereld.
De vereniging werd opgericht door onder anderen Algirdas Greimas, Roman Jakobson, Julia Kristeva, Émile Benveniste, Roland Barthes, Umberto Eco, Thomas A. Sebeok en Juri Lotman.
De officiële krant van de vereniging heet Semiotica en deze wordt gepubliceerd door Mouton de Gruyter. De werktalen zijn Engels en Frans.

## Wereldcongressen in desemiotiek
De vereniging organiseert regelmatig wereldcongressen in de semiotiek:
1. Milaan, Italië, 2–6 juni 1974 (A Semiotic Landscape)
2. Wenen, Oostenrijk, 2–6 juli 1979 (Semiotics Unfolding)
3. Palermo, Italië, 24–29 juni 1984 (Semiotic Theory and Practice)
4. Barcelona, Spanje en Perpignan, Frankrijk, 31 maart – 4 april 1989 (Signs of Humanity/L’homme et ses signes)
5. Berkeley, USA, 12-18 juni 1994 (Signs of the World. Synthesis in Diversity)
6. Guadalajara, Mexico, 13-18 juli 1997 (Semiotics Bridging Nature and Culture/La sémiotique: carrefour de la nature et de la culture/La semiotica. Intersección de la naturaleza y de la cultura)
7. Dresden, Duitsland, 6–11 oktober 1999 (Sign Processes in Complex Systems/Zeichenprozesse in komplexen Systemen)
8. Lyon, Frankrijk,7-12 juli 2004 (Signes du monde. Interculturalité et globalisation / Signs of the World. Interculturality and Globalization / Zeichen der Welt: Interkulturalität und Globalisierung / Los signos del mundo: Interculturalidad y Globalización)
9. Helsinki en Imatra, Finland, 11–17 juni 2007 (Understanding/Misunderstanding)
10. La Coruña, Spanje, 22–26 september 2009 (Culture of Communication/Communication of Culture)
11. Nanjing, China, 5–9 oktober 2012 (Global Semiotics: Bridging Different Civilizations)
12. Sofia, Bulgarije, 16–20 september 2014 (New Semiotics: Between Tradition and Innovation)

## Voorzitters
De voorzitters van de vereniging waren: 
- Émile Benveniste (1969–1972)
- Cesare Segre (1972–?)
- Jerzy Pelc (?–1994)
- Roland Posner (1994–2004)
- Eero Tarasti (2004–2014)
- Paul Cobley (sinds 2014)